# Manyata Dutt
Pour les articles homonymes, voir Dutt.
Maanayata Dutt (née Dilnawaz Shaikh ) également connu sous le nom de Maanayata, est une entrepreneuse indienne et le PDG actuel de Sanjay Dutt Productions. Elle est l'épouse de l'acteur de Bollywood Sanjay Dutt . Elle est surtout connue pour son item number (ou item song) dans le film Gangaajal (2003), un hit de Prakash Jha,,. Elle a également joué dans Mere Baap Pehle Aap ( Traduction : Mon père, vous d'abord), une comédie dramatique indienne de 2008 en langue hindi, réalisé par Priyadarshan. 

## Vie privée
Manyata Dutt est née dans une famille musulmane le 22 juillet 1978 sous le nom de Dilnawaz Shaikh à Mumbai. Elle a été élevée à Dubaï. Elle était connue sous le nom de Sara Khan dans l'industrie du film. Après ses débuts dans le film Deshdrohi de Kamaal Rashid Khan, elle reçoit le nom d'écran « Maanayata », par Jha, mais ses aspirations à devenir une star prirent fin lorsque son père meurt, lui laissant la responsabilité de l'entreprise familiale. 
Manyata se marie pour la première fois avec Meraj Ur Rehman avant de divorcer. Elle épouse Sanjay Dutt le 7 février 2008 lors d'un mariage privé à Goa. Deux ans après, 21 octobre 2010, elle devient mère de jumeaux: un garçon nommé Shahraan et une fille nommée Iqra,. 
En 2017, son nom apparaît dans les révélations des Paradise Papers. 

## Carrière
Avant son mariage et avant sa rencontre avec Dutt, Manyata travaille dans des films hindi, tels que Lovers Like Us, avec l'acteur Nimit Vaishnav. Les droits du film ont ensuite été achetés par Sanjay Dutt pour Rs. 20 lakh. 

## Dans la culture populaire
Dans le film biographique Sanju, réalisé par Rajkumar Hirani, et sorti le 29 juin 2018, elle est jouée par l'actrice Dia Mirza, tandis que Ranbir Kapoor interprète le rôle principal. 